# Meuschenia hippocrepis
Meuschenia hippocrepis és una espècie de peix de la família dels monacàntids i de l'ordre dels tetraodontiformes.

## Morfologia
- Els mascles poden assolir 51 cm de longitud total.[2][3]

## Hàbitat
És un peix marí, de clima temperat i demersal que viu fins als 120 m de fondària.

## Distribució geogràfica
Es troba a Austràlia: des del sud d'Austràlia Occidental fins a Victòria i Tasmània).

## Observacions
És inofensiu per als humans.